# Boisset-les-Prévanches
Pour les articles homonymes, voir Boisset.
Boisset-les-Prévanches est une commune française située dans le département de l'Eure en région Normandie. Les habitants sont nommés les Buy-Prévanchais.

## Géographie
Boisset-Les-Prévanches est un petit village qui se situe dans le Nord-Ouest de la France. 
| Le Cormier | Caillouet-Orgeville, Le Plessis-Hébert | Le Plessis-Hébert |
|            | Boisset-les-Prévanches                 | Le Plessis-Hébert |
| Fresney    | Bretagnolles                           | La Boissière      |

### Hydrographie
La commune est située dans le bassin Seine-Normandie. Elle n'est drainée par aucun cours d'eau,.

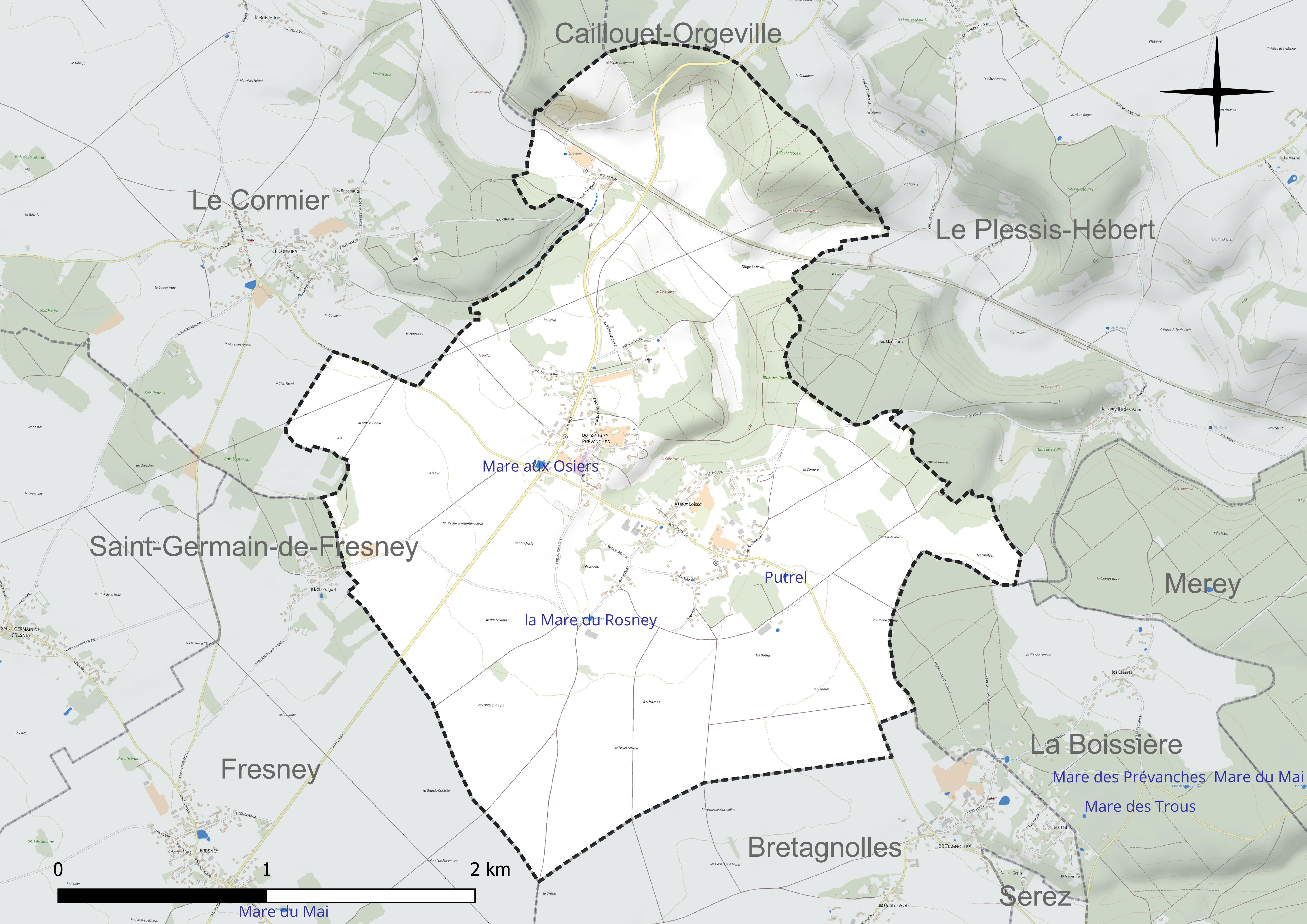
Réseau hydrographique de Boisset-les-Prévanches.

Trois plans d'eau complètent le réseau hydrographique : la mare du Rosney (0 ha), la mare aux Osiers (0,1 ha) et Putrel (0 ha),.

### Climat
Pour des articles plus généraux, voir Climat de la Normandie et Climat de l'Eure.
En 2010, le climat de la commune est de type climat océanique dégradé des plaines du Centre et du Nord, selon une étude du CNRS s'appuyant sur une série de données couvrant la période 1971-2000. En 2020, Météo-France publie une typologie des climats de la France métropolitaine dans laquelle la commune est exposée à un climat océanique et est dans la région climatique  Sud-ouest du bassin Parisien, caractérisée par une faible pluviométrie, notamment au printemps (120 à 150 mm) et un hiver froid (3,5 °C). Parallèlement le GIEC normand, un groupe régional d’experts sur le climat, différencie quant à lui, dans une étude de 2020, trois grands types de climats pour la région Normandie, nuancés à une échelle plus fine par les facteurs géographiques locaux. La commune est, selon ce zonage, exposée à un « climat des plateaux abrités », correspondant aux plaines agricoles de l’Eure, avec une pluviométrie beaucoup plus faible que dans la plaine de Caen en raison du double effet d’abri provoqué par les collines du Bocage normand et par celles qui s’étendent sur un axe du Pays d'Auge au Perche.
Pour la période 1971-2000, la température annuelle moyenne est de 10,6 °C, avec  une amplitude thermique annuelle de 14,5 °C. Le cumul annuel moyen de précipitations est de 644 mm, avec 10,5 jours de précipitations en janvier et 7,8 jours en juillet. Pour la période 1991-2020, la température moyenne annuelle observée sur la station météorologique la plus proche, située sur la commune de Guichainville à 10 km à vol d'oiseau, est de 11,1 °C et le cumul annuel moyen de précipitations est de 659,6 mm,. Pour l'avenir, les paramètres climatiques de la commune estimés pour 2050 selon différents scénarios d’émission de gaz à effet de serre sont consultables sur un site dédié publié par Météo-France en novembre 2022.

## Urbanisme

### Typologie
Au 1er janvier 2024, Boisset-les-Prévanches est catégorisée commune rurale à habitat dispersé, selon la nouvelle grille communale de densité à 7 niveaux définie par l'Insee en 2022.
Elle est située hors unité urbaine. Par ailleurs la commune fait partie de l'aire d'attraction de Paris, dont elle est une commune de la couronne,. 

### Occupation des sols
L'occupation des sols de la commune, telle qu'elle ressort de la base de données européenne d’occupation biophysique des sols Corine Land Cover (CLC), est marquée par l'importance des territoires agricoles (75 % en 2018), une proportion sensiblement équivalente à celle de 1990 (75,7 %). La répartition détaillée en 2018 est la suivante : terres arables (69 %), forêts (18,2 %), zones urbanisées (6,8 %), zones agricoles hétérogènes (6 %). L'évolution de l’occupation des sols de la commune et de ses infrastructures peut être observée sur les différentes représentations cartographiques du territoire : la carte de Cassini (XVIIIe siècle), la carte d'état-major (1820-1866) et les cartes ou photos aériennes de l'IGN pour la période actuelle (1950 à aujourd'hui).

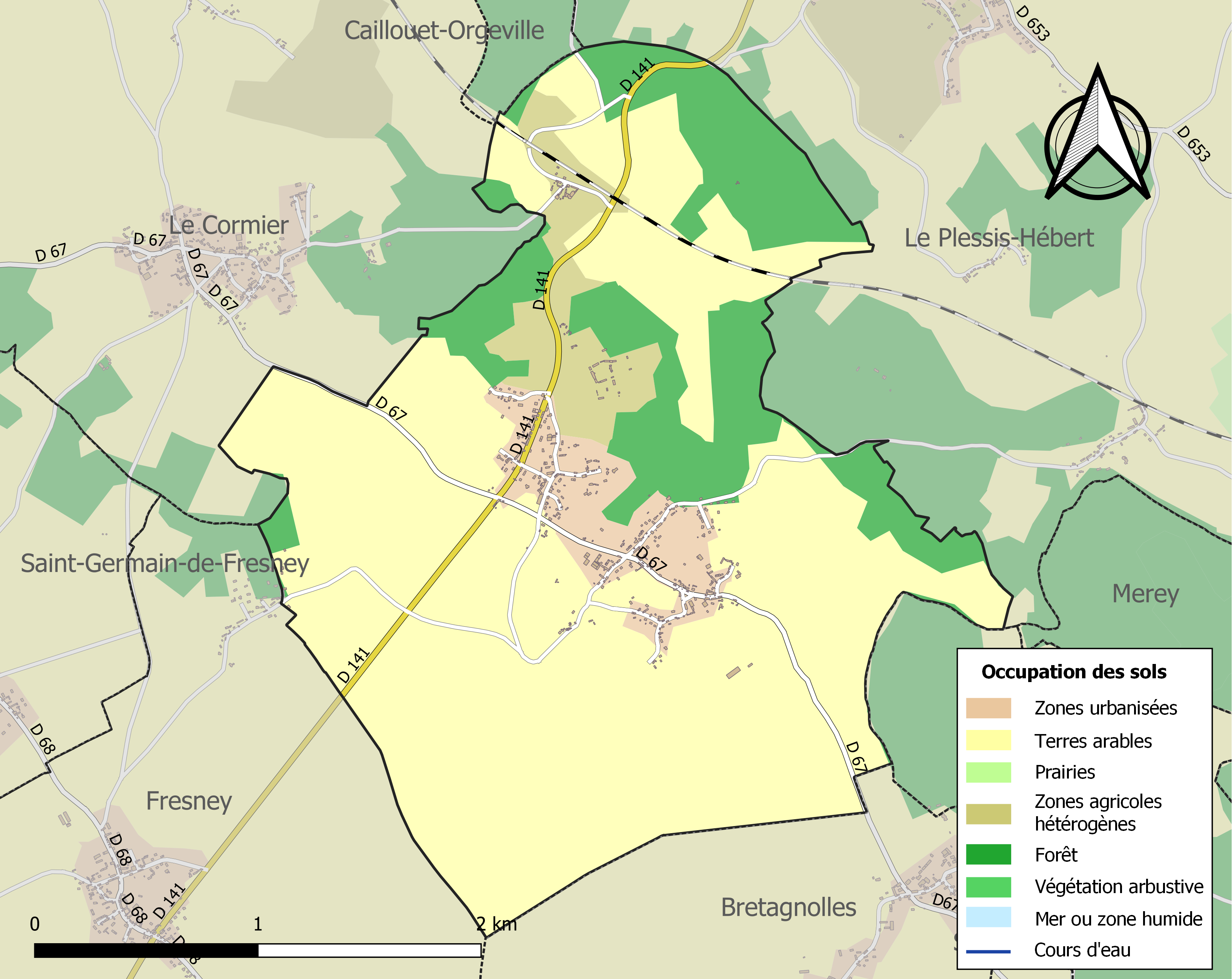
Carte des infrastructures et de l'occupation des sols de la commune en 2018 (CLC).

## Toponymie
Le nom de la localité est attesté sous les formes Pervencheria vers 1205 (charte de Luc, évêque d’Évreux), Pervencheria in parrochia de Boisset en 1222, Boisset les Prevenches en 1692, Boisset-les-Pervenches en 1793 et Boisset-les-Prévauches  en 1801.
Ce nom s'explique par l'association d'un centre paroissial, Boisset, et du hameau des Prévanches, anciennement appelé Pervencheria en 1221 (cartulaire du chap. d’Évreux), Pervenchère[Quand ?].
Le nom de Boisset s'explique : « lieu où pousse du buis ». Le second élément évoquerait la présence de pervenches, une plante à fleurs d'un bleu mauve, qui pousse dans des lieux ombragés, tels des sous-bois.

## Histoire
Charles Mézières de Lepervanche (1695-1750), né à Boisset-les-Prévanches et dont la famille possédait le fief, s'établit à Québec. Son fils, Eustache Mézières de Lepervanche (1740-1821), naquit à Chambly (Québec) mais s'installa, lui, à l'Isle Bourbon (La Réunion) où sa descendance subsiste.
Au milieu du XVIIIe siècle, le fief de Boisset-les-Prévanches passe par mariage dans la famille des marquis de Lespinasse-Langeac (orthographié aussi L'Espinasse-Langeac). Le manoir, une orangerie-théâtre et un vaste parc restent dans la descendance de cette famille jusqu'à nos jours.

## Politique et administration
| Période                                  | Période   | Identité                               | Étiquette | Qualité   |
| ---------------------------------------- | --------- | -------------------------------------- | --------- | --------- |
| Les données manquantes sont à compléter. |           |                                        |           |           |
| ca 1812                                  |           | Augustin-Étienne de Lespinasse-Langeac |           | comte     |
| Les données manquantes sont à compléter. |           |                                        |           |           |
| avant 1981                               | ?         | Fernand Louis                          |           |           |
| mars 2001                                | mars 2020 | Nicole Delattre                        | DVD       | Retraitée |
| mars 2020                                | En cours  | Geneviève Carof                        |           |           |
| Les données manquantes sont à compléter. |           |                                        |           |           |

## Démographie
L'évolution du nombre d'habitants est connue à travers les recensements de la population effectués dans la commune depuis 1793. Pour les communes de moins de 10 000 habitants, une enquête de recensement portant sur toute la population est réalisée tous les cinq ans, les populations de référence des années intermédiaires étant quant à elles estimées par interpolation ou extrapolation. Pour la commune, le premier recensement exhaustif entrant dans le cadre du nouveau dispositif a été réalisé en 2008.

En 2022, la commune comptait 489 habitants, en évolution de +6,3 % par rapport à 2016 (Eure : −0,25 %, France hors Mayotte : +2,11 %).
| 1793 | 1800 | 1806 | 1821 | 1831 | 1836 | 1841 | 1846 | 1851 |
| ---- | ---- | ---- | ---- | ---- | ---- | ---- | ---- | ---- |
| 242  | 239  | 277  | 210  | 275  | 285  | 267  | 280  | 264  |

| 1856 | 1861 | 1866 | 1872 | 1876 | 1881 | 1886 | 1891 | 1896 |
| ---- | ---- | ---- | ---- | ---- | ---- | ---- | ---- | ---- |
| 312  | 303  | 316  | 337  | 306  | 306  | 316  | 278  | 299  |

| 1901 | 1906 | 1911 | 1921 | 1926 | 1931 | 1936 | 1946 | 1954 |
| ---- | ---- | ---- | ---- | ---- | ---- | ---- | ---- | ---- |
| 296  | 296  | 324  | 296  | 269  | 278  | 300  | 301  | 335  |

| 1962 | 1968 | 1975 | 1982 | 1990 | 1999 | 2006 | 2008 | 2013 |
| ---- | ---- | ---- | ---- | ---- | ---- | ---- | ---- | ---- |
| 348  | 323  | 294  | 292  | 364  | 392  | 427  | 436  | 448  |

| 2018 | 2022 | - | - | - | - | - | - | - |
| ---- | ---- | - | - | - | - | - | - | - |
| 476  | 489  | - | - | - | - | - | - | - |

## Culture locale et patrimoine

### Lieux et monuments
- L'église Sainte-Geneviève.
- Le manoir des Prévanches. Bâti au début du XVIIe siècle par Louis de Mézières, il est cantonné aux angles par des tourelles en encorbellement, rondes ou carrées. Haut d'un étage sur rez-de-chaussée, le logis est surmonté par un immense toit à forte pente. Complètent le domaine des dépendances et une orangerie-théâtre[22]. Son propriétaire actuel est le comte Hugues de Bonardi du Ménil, fils d'Arlette Thiry de Lespinasse-Langeac.

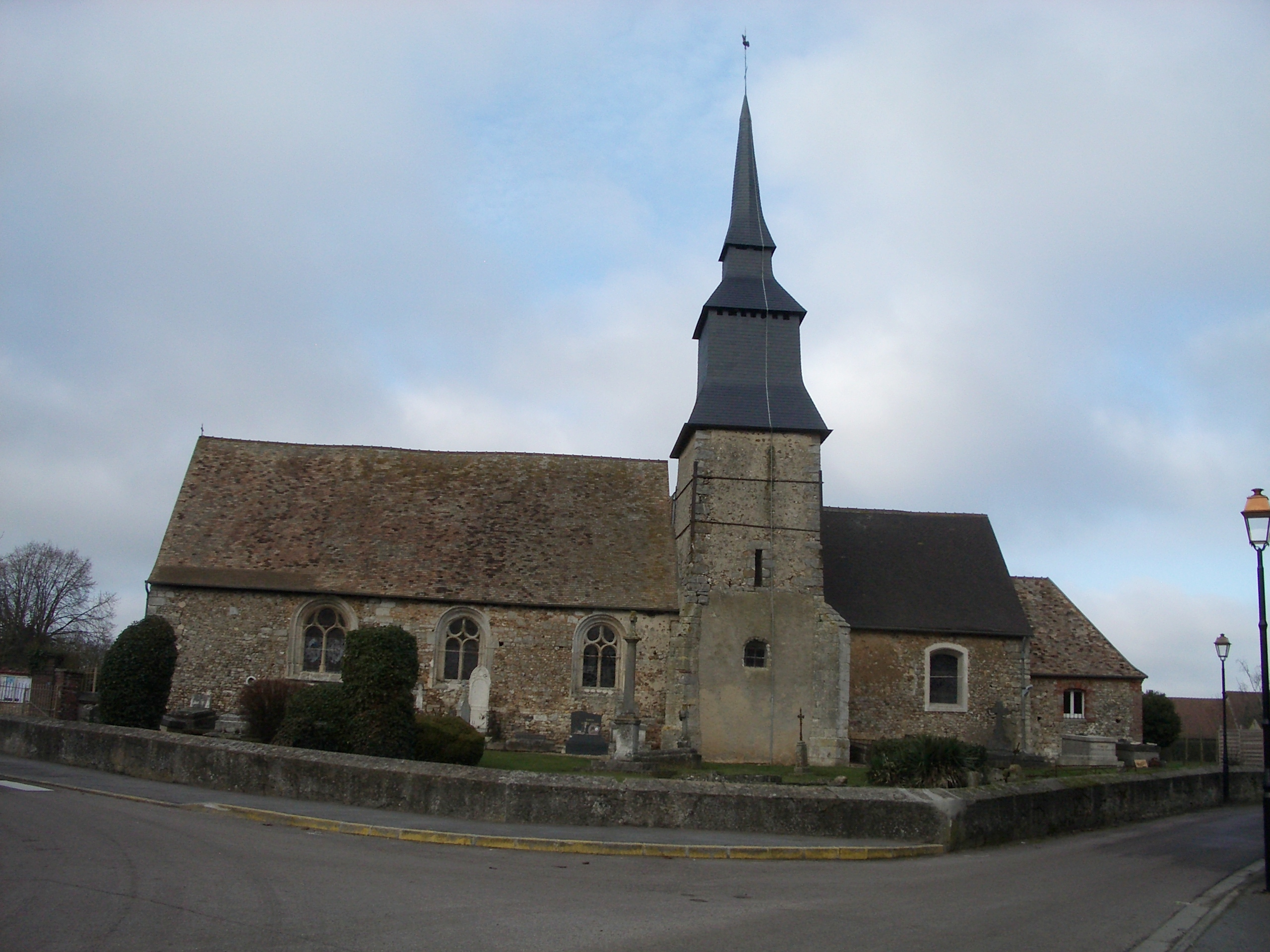
L'église.
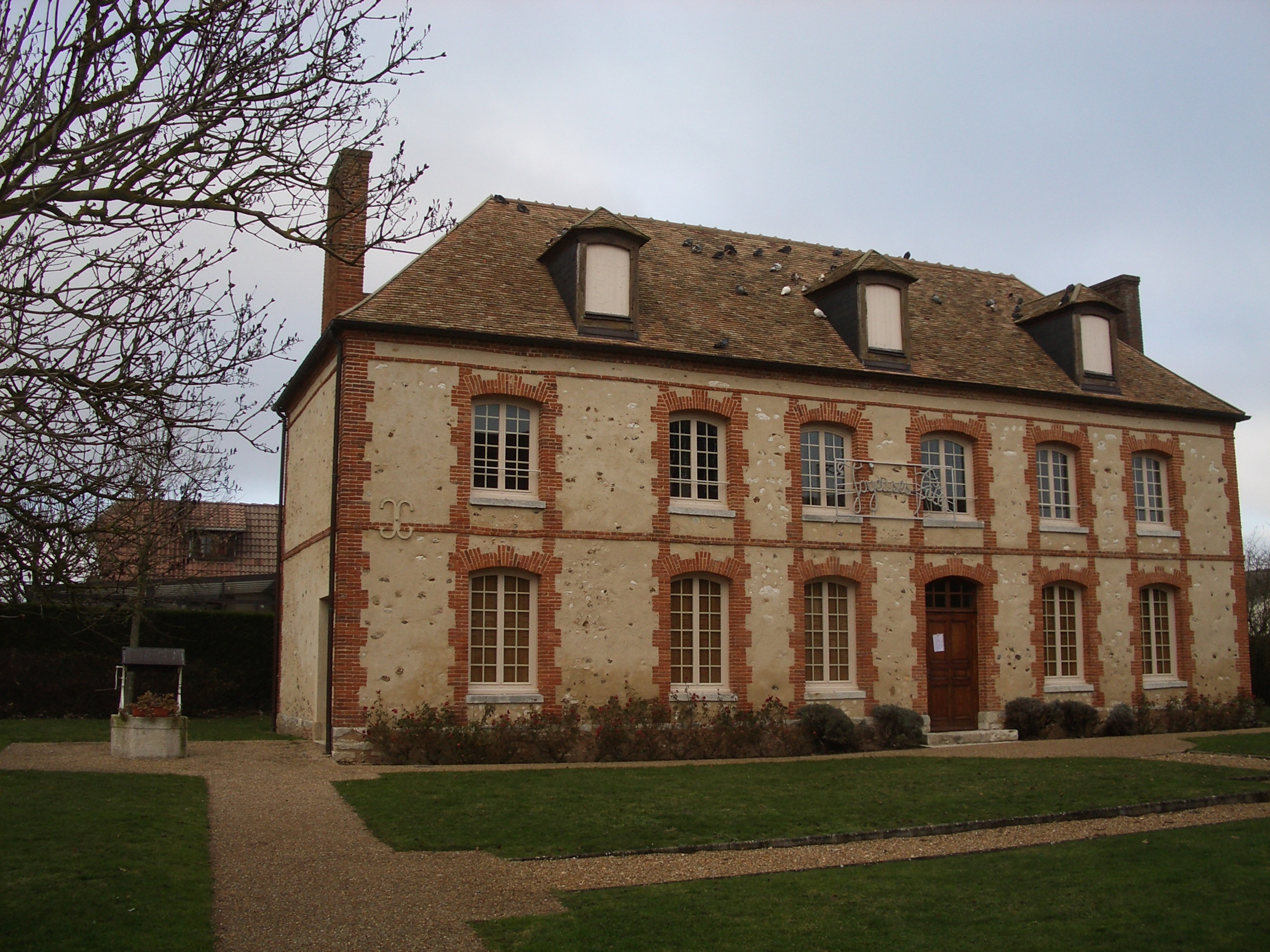
La mairie.
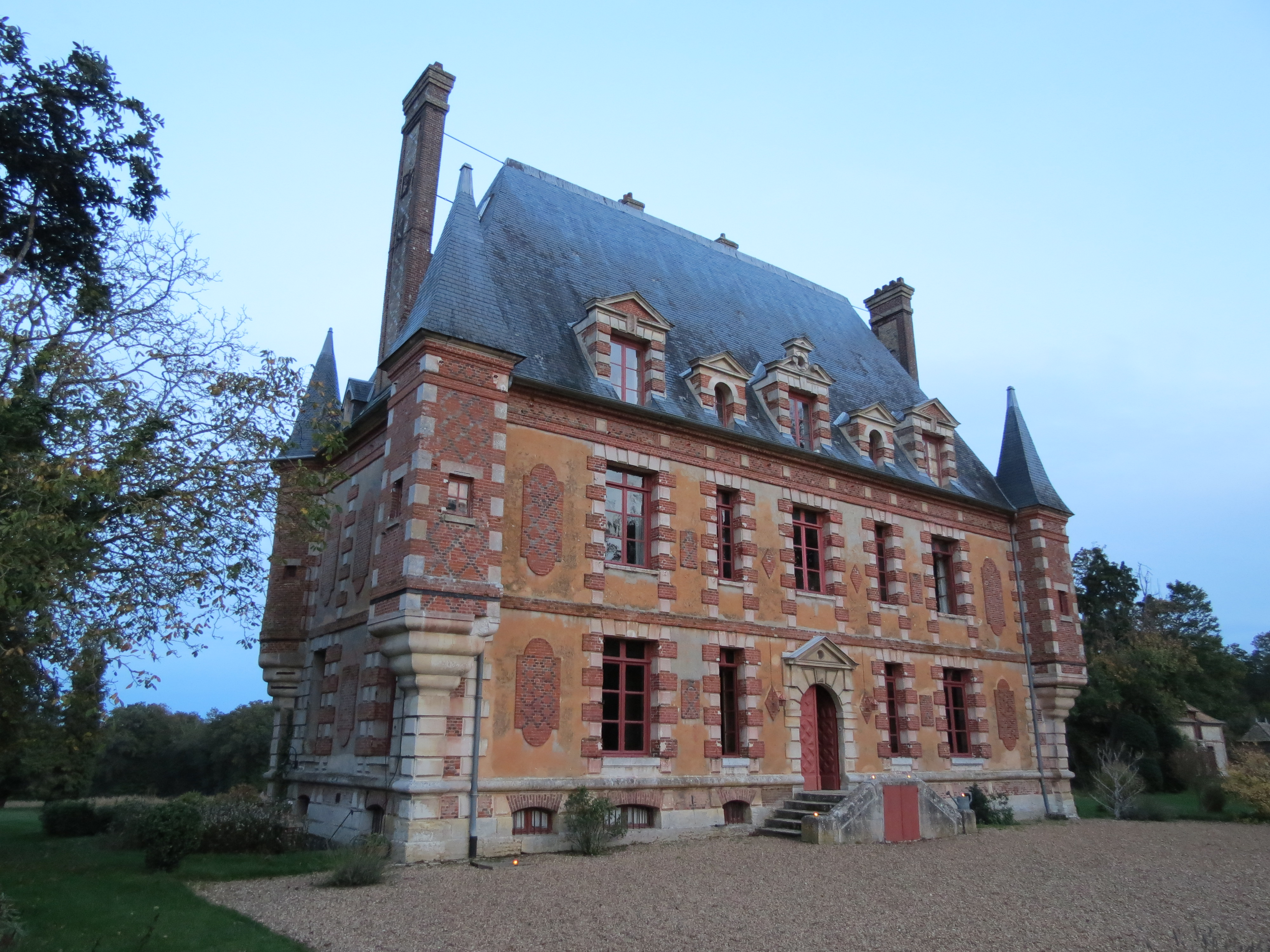
Le manoir des Prévanches.

### Héraldique
| Blason de Boisset-les-Prévanches | Blason  | Fascé d'argent et de gueules (famille de Lespinasse-Langeac), au lion brochant de l'un en l'autre tenant dans sa senestre un rameau de buis de sinople et dans sa dextre une fleur de pervenche de pourpre tigée de sinople. |
| Blason de Boisset-les-Prévanches | Détails | Le statut officiel du blason reste à déterminer. |